# DFB-Pokal 1981/82
DFB-Pokalsieger 1982 wurde der FC Bayern München. Die Bayern besiegten im Finale den 1. FC Nürnberg am 1. Mai 1982 in Frankfurt mit 4:2. Der Österreicher Reinhold Hintermaier erzielte die Nürnberger Führung mit einem Schuss aus rund 40 Metern Entfernung, der Münchner Mittelstürmer Dieter Hoeneß verletzte sich während des Spiels am Kopf, spielte aber mit einem Kopfverband weiter und erzielte das letzte Tor per Kopf in der 89. Minute.
Nürnberg schlug im Halbfinale vermeintlich überraschend den späteren Meister HSV und verhinderte somit das Finale HSV gegen den FC Bayern. Seit 1978 dominierten diese beiden Vereine die Bundesliga. Im Europapokal der Pokalsieger scheiterten die Bayern im Viertelfinale am schottischen Pokalsieger FC Aberdeen.
Pokal-Titelverteidiger Eintracht Frankfurt schied bereits in der 2. Hauptrunde gegen Vorgänger Fortuna Düsseldorf aus.

## Teilnehmende Mannschaften
- Für die 1. Hauptrunde waren folgende Mannschaften qualifiziert.

| Bundesliga die 18 Vereine der Saison 1980/81 | 2. Bundesliga die 20 Vereine der Saison 1980/81 | Amateure Nord / Berlin / Westfalen / Nordrhein | Amateure Hessen / Südwest / Baden-Württemberg / Bayern |
| --- | --- | --- | --- |
| FC Bayern München Hamburger SV VfB Stuttgart 1. FC Kaiserslautern Eintracht Frankfurt (TV) Borussia Mönchengladbach Borussia Dortmund 1. FC Köln VfL Bochum Karlsruher SC Bayer 04 Leverkusen MSV Duisburg Fortuna Düsseldorf 1. FC Nürnberg Arminia Bielefeld Werder Bremen SV Darmstadt 98 Eintracht Braunschweig | TSV 1860 München FC Schalke 04 Bayer 05 Uerdingen Kickers Offenbach Hertha BSC Stuttgarter Kickers Hannover 96 KSV Hessen Kassel Alemannia Aachen VfL Osnabrück SV Waldhof Mannheim SG Union Solingen SC Freiburg Rot-Weiss Essen SC Fortuna Köln SpVgg Bayreuth SG Wattenscheid 09 Freiburger FC Wormatia Worms SpVgg Fürth | - Nord: VfB Oldenburg Göttingen 05 Holstein Kiel OSV Hannover FC St. Pauli SV Arminia Hannover OSC Bremerhaven VfL Wolfsburg SV Union Salzgitter Hamburger SV (A) TSV Kappeln Rendsburger TSV SC Urania Hamburg BSC Brunsbüttel Hannover 96 (A) TuS Celle Raspo Osnabrück FC Grone TS Woltmershausen - Berlin: Tennis Borussia Berlin BFC Preussen Reinickendorfer Füchse - Westfalen: Preußen Münster SC Herford Rot-Weiß Lüdenscheid SpVgg Erkenschwick 1. FC Paderborn FC Rhade FC Gohfeld VfL Klafeld-Geisweid 08 TuS Iserlohn VfL Witten - Nordrhein: SC Viktoria Köln 1. FC Bocholt Rot-Weiß Oberhausen Wuppertaler SV Schwarz-Weiß Essen SC Jülich 1. FC Köln (A) Bayer 04 Leverkusen (A) VfB Bottrop TuS Xanten Siegburger SV 04 | - Hessen: VfR OLI Bürstadt FSV Frankfurt Viktoria Griesheim FVgg. Kastel 06 TuSpo Ziegenhain SSV Dillenburg Hermannia Kassel FSV Frankfurt II - Südwest: Eintracht Trier FC 08 Homburg 1. FC Saarbrücken FK Pirmasens Borussia Neunkirchen FSV Salmrohr 1. FC Kaiserslautern (A) Hassia Bingen SV Elversberg 07 SV Leiwen ASC Dudweiler SSV Eintracht Überherrn SV Ruchheim VfL Hamm/Sieg TuS Oberwinter - Baden-Württemberg: SSV Ulm 1846 VfB Eppingen SV Sandhausen VfB Stuttgart (A) SpVgg 07 Ludwigsburg Offenburger FV FV 09 Weinheim FC Rastatt 04 FC Tailfingen SV Neckargerach SC Geislingen 1. FC Eislingen TuS Lörrach-Stetten - Bayern: ESV Ingolstadt-Ringsee FC Augsburg Würzburger Kickers 1. FC Nürnberg (A) SpVgg Landshut TSV 1861 Nördlingen 1. FC Haßfurt FC Bayern Hof Post SV Regensburg TSV Röttenbach TSV Marktl |

## 1. Hauptrunde
| Datum                    |                        | Ergebnis  |                          |
| ------------------------ | ---------------------- | --------- | ------------------------ |
| Fr 28.08.1981, 18:00 Uhr | Hertha BSC             | 5:1       | Bayer 04 Leverkusen (A)  |
| Fr 28.08.1981, 19:30 Uhr | VfB Stuttgart          | 5:0       | FC Rastatt 04            |
| Fr 28.08.1981, 20:00 Uhr | VfL Osnabrück          | 5:0       | VfB Bottrop              |
| Sa 29.08.1981, 14:30 Uhr | FC Bayern München      | 8:0       | SC Jülich                |
| Sa 29.08.1981, 15:00 Uhr | SV Sandhausen          | 3:6       | Arminia Bielefeld        |
| Sa 29.08.1981, 15:00 Uhr | SpVgg Landshut         | 2:3       | Hassia Bingen            |
| Sa 29.08.1981, 15:00 Uhr | TSV 1861 Nördlingen    | 0:3       | VfB Oldenburg            |
| Sa 29.08.1981, 15:00 Uhr | SV Leiwen              | 3:2 n. V. | SC Herford               |
| Sa 29.08.1981, 15:00 Uhr | BFC Preussen           | 2:0       | Schwarz-Weiß Essen       |
| Sa 29.08.1981, 15:30 Uhr | MSV Duisburg           | 2:1       | 1. FC Köln               |
| Sa 29.08.1981, 15:30 Uhr | Werder Bremen          | 1:0       | 1. FC Kaiserslautern     |
| Sa 29.08.1981, 15:30 Uhr | Stuttgarter Kickers    | 1:5       | Hamburger SV             |
| Sa 29.08.1981, 15:30 Uhr | Karlsruher SC          | 3:0       | SG Union Solingen        |
| Sa 29.08.1981, 15:30 Uhr | FC Grone               | 0:4       | Borussia Dortmund        |
| Sa 29.08.1981, 15:30 Uhr | VfL Bochum             | 3:2       | 1. FC Paderborn          |
| Sa 29.08.1981, 15:30 Uhr | Eintracht Frankfurt    | 6:1       | BSC Brunsbüttel          |
| Sa 29.08.1981, 15:30 Uhr | SSV Dillenburg         | 2:7       | Borussia Mönchengladbach |
| Sa 29.08.1981, 15:30 Uhr | Fortuna Düsseldorf     | 10:10     | SSV Eintracht Überherrn  |
| Sa 29.08.1981, 15:30 Uhr | 1. FC Eislingen        | 0:3       | SV Darmstadt 98          |
| Sa 29.08.1981, 15:30 Uhr | 1. FC Haßfurt          | 0:2       | 1. FC Nürnberg           |
| Sa 29.08.1981, 15:30 Uhr | Wuppertaler SV         | 1:0       | Eintracht Braunschweig   |
| Sa 29.08.1981, 15:30 Uhr | Hannover 96            | 5:1       | Kickers Offenbach        |
| Sa 29.08.1981, 15:30 Uhr | SpVgg Bayreuth         | 3:1       | Bayer 05 Uerdingen       |
| Sa 29.08.1981, 15:30 Uhr | FC Bayern Hof          | 0:2       | SV Waldhof Mannheim      |
| Sa 29.08.1981, 15:30 Uhr | TuS Lörrach-Stetten    | 1:2       | Wormatia Worms           |
| Sa 29.08.1981, 15:30 Uhr | Freiburger FC          | 4:0       | TS Woltmershausen        |
| Sa 29.08.1981, 15:30 Uhr | Rot-Weiss Essen        | 2:0       | OSV Hannover             |
| Sa 29.08.1981, 15:30 Uhr | 1. FC Saarbrücken      | 0:0 n. V. | Alemannia Aachen         |
| Sa 29.08.1981, 15:30 Uhr | Raspo Osnabrück        | 1:2       | SC Fortuna Köln          |
| Sa 29.08.1981, 15:30 Uhr | FC Tailfingen          | 3:1       | SV Ruchheim              |
| Sa 29.08.1981, 15:30 Uhr | ASC Dudweiler          | 0:0 n. V. | FSV Salmrohr             |
| Sa 29.08.1981, 15:30 Uhr | SV Neckargerach        | 4:2       | Würzburger Kickers       |
| Sa 29.08.1981, 15:30 Uhr | FV 09 Weinheim         | 2:1 n. V. | SpVgg 07 Ludwigsburg     |
| Sa 29.08.1981, 15:30 Uhr | SC Urania Hamburg      | 6:4 n. V. | VfL Hamm/Sieg            |
| Sa 29.08.1981, 15:30 Uhr | FC 08 Homburg          | 1:4       | 1. FC Kaiserslautern (A) |
| Sa 29.08.1981, 15:30 Uhr | Eintracht Trier        | 2:1       | FSV Frankfurt II         |
| Sa 29.08.1981, 15:30 Uhr | FC St. Pauli           | 1:2 n. V. | 1. FC Bocholt            |
| Sa 29.08.1981, 15:30 Uhr | Rendsburger TSV        | 1:1 n. V. | SC Viktoria Köln         |
| Sa 29.08.1981, 15:30 Uhr | SSV Ulm 1846           | 1:1 n. V. | 1. FC Nürnberg (A)       |
| Sa 29.08.1981, 15:30 Uhr | SV Union Salzgitter    | 2:0       | FC Augsburg              |
| Sa 29.08.1981, 16:00 Uhr | Borussia Neunkirchen   | 1:0       | Preußen Münster          |
| Sa 29.08.1981, 16:00 Uhr | TuS Oberwinter         | 2:0       | FC Rhade                 |
| Sa 29.08.1981, 16:00 Uhr | Holstein Kiel          | 3:2 n. V. | Hermannia Kassel         |
| Sa 29.08.1981, 16:00 Uhr | Offenburger FV         | 3:0       | Reinickendorfer Füchse   |
| Sa 29.08.1981, 16:00 Uhr | TSV Röttenbach         | 1:3       | SV Elversberg 07         |
| Sa 29.08.1981, 16:00 Uhr | Siegburger SV 04       | 0:1       | FK Pirmasens             |
| Sa 29.08.1981, 16:15 Uhr | TSV 1860 München       | 2:0       | SpVgg Fürth              |
| Sa 29.08.1981, 17:00 Uhr | TSV Marktl             | 0:4       | SC Freiburg              |
| Sa 29.08.1981, 17:00 Uhr | VfB Eppingen           | 3:1       | Hannover 96 (A)          |
| So 30.08.1981, 10:40 Uhr | Tennis Borussia Berlin | 4:3       | Post SV Regensburg       |
| So 30.08.1981, 15:00 Uhr | SpVgg Erkenschwick     | 0:3       | Bayer 04 Leverkusen      |
| So 30.08.1981, 15:00 Uhr | SG Wattenscheid 09     | 2:0 n. V. | TuS Iserlohn             |
| So 30.08.1981, 15:00 Uhr | TuS Xanten             | 0:1       | Göttingen 05             |
| So 30.08.1981, 15:00 Uhr | SC Viktoria Griesheim  | 8:2       | Hamburger SV (A)         |
| So 30.08.1981, 15:00 Uhr | FC Gohfeld             | 2:1       | FVgg. Kastel 06          |
| So 30.08.1981, 15:00 Uhr | Rot-Weiß Oberhausen    | 5:3       | TuSpo Ziegenhain         |
| So 30.08.1981, 15:00 Uhr | FSV Frankfurt          | 2:0       | VfL Witten               |
| So 30.08.1981, 15:00 Uhr | TuS Celle              | 4:2       | ESV Ingolstadt-Ringsee   |
| So 30.08.1981, 15:00 Uhr | Rot-Weiß Lüdenscheid   | 1:2       | VfL Wolfsburg            |
| So 30.08.1981, 15:00 Uhr | 1. FC Köln (A)         | 3:2 n. V. | OSC Bremerhaven          |
| So 30.08.1981, 15:00 Uhr | VfB Stuttgart (A)      | 4:0       | VfL Klafeld-Geisweid 08  |
| So 30.08.1981, 15:30 Uhr | KSV Hessen Kassel      | 4:1       | FC Schalke 04            |
| So 30.08.1981, 16:00 Uhr | SC Geislingen          | 1:1 n. V. | VfR OLI Bürstadt         |
| So 30.08.1981, 16:00 Uhr | SV Arminia Hannover    | 6:1       | TSV Kappeln              |

### Wiederholungsspiele
| Datum         |                    | Ergebnis |                   |
| ------------- | ------------------ | -------- | ----------------- |
| Di 08.09.1981 | Alemannia Aachen   | 2:1      | 1. FC Saarbrücken |
| Di 08.09.1981 | SC Viktoria Köln   | 3:0      | Rendsburger TSV   |
| Mi 09.09.1981 | FSV Salmrohr       | 3:1      | ASC Dudweiler     |
| Mi 09.09.1981 | VfR OLI Bürstadt   | 4:0      | SC Geislingen     |
| Mi 09.09.1981 | 1. FC Nürnberg (A) | 1:3      | SSV Ulm 1846      |

## 2. Hauptrunde
| Datum                    |                          | Ergebnis  |                     |
| ------------------------ | ------------------------ | --------- | ------------------- |
| Fr 09.10.1981, 19:30 Uhr | Rot-Weiss Essen          | 4:1       | SV Leiwen           |
| Fr 09.10.1981, 20:00 Uhr | FC Bayern München        | 5:1       | SV Neckargerach     |
| Fr 09.10.1981, 20:00 Uhr | MSV Duisburg             | 3:0       | FK Pirmasens        |
| Fr 09.10.1981, 20:00 Uhr | Alemannia Aachen         | 2:1       | SC Freiburg         |
| Sa 10.10.1981, 14:30 Uhr | Göttingen 05             | 1:0 n. V. | Rot-Weiß Oberhausen |
| Sa 10.10.1981, 15:00 Uhr | SV Darmstadt 98          | 4:1       | Hassia Bingen       |
| Sa 10.10.1981, 15:00 Uhr | SG Wattenscheid 09       | 2:2 n. V. | Hannover 96         |
| Sa 10.10.1981, 15:00 Uhr | KSV Hessen Kassel        | 1:0 n. V. | SC Fortuna Köln     |
| Sa 10.10.1981, 15:00 Uhr | Freiburger FC            | 5:1       | TuS Celle           |
| Sa 10.10.1981, 15:00 Uhr | FV 09 Weinheim           | 1:3       | VfL Osnabrück       |
| Sa 10.10.1981, 15:00 Uhr | Hertha BSC               | 6:2       | Viktoria Griesheim  |
| Sa 10.10.1981, 15:00 Uhr | VfB Eppingen             | 2:0       | BFC Preussen        |
| Sa 10.10.1981, 15:00 Uhr | FSV Frankfurt            | 2:0       | FC Gohfeld          |
| Sa 10.10.1981, 15:00 Uhr | SC Viktoria Köln         | 1:1 n. V. | VfR OLI Bürstadt    |
| Sa 10.10.1981, 15:00 Uhr | SSV Ulm 1846             | 2:1       | VfL Wolfsburg       |
| Sa 10.10.1981, 15:30 Uhr | Fortuna Düsseldorf       | 3:1       | Eintracht Frankfurt |
| Sa 10.10.1981, 15:30 Uhr | Arminia Bielefeld        | 0:1       | 1. FC Nürnberg      |
| Sa 10.10.1981, 15:30 Uhr | FSV Salmrohr             | 0:3       | Werder Bremen       |
| Sa 10.10.1981, 15:30 Uhr | Hamburger SV             | 2:1       | Eintracht Trier     |
| Sa 10.10.1981, 15:30 Uhr | Borussia Mönchengladbach | 3:1       | SV Arminia Hannover |
| Sa 10.10.1981, 15:30 Uhr | Karlsruher SC            | 3:0       | Wuppertaler SV      |
| Sa 10.10.1981, 15:30 Uhr | VfB Stuttgart            | 10:10     | TuS Oberwinter      |
| Sa 10.10.1981, 15:30 Uhr | VfL Bochum               | 3:1       | FC Tailfingen       |
| Sa 10.10.1981, 15:30 Uhr | SV Elversberg 07         | 1:4       | Borussia Dortmund   |
| Sa 10.10.1981, 15:30 Uhr | TSV 1860 München         | 0:1 n. V. | SV Waldhof Mannheim |
| Sa 10.10.1981, 15:30 Uhr | Borussia Neunkirchen     | 1:2       | Wormatia Worms      |
| Sa 10.10.1981, 15:30 Uhr | 1. FC Kaiserslautern (A) | 1:3       | SC Urania Hamburg   |
| So 11.10.1981, 14:30 Uhr | 1. FC Köln (A)           | 3:3 n. V. | Bayer 04 Leverkusen |
| So 11.10.1981, 14:30 Uhr | VfB Stuttgart (A)        | 1:2       | SpVgg Bayreuth      |
| So 11.10.1981, 14:30 Uhr | Tennis Borussia Berlin   | 1:2       | VfB Oldenburg       |
| So 11.10.1981, 15:00 Uhr | 1. FC Bocholt            | 2:1       | Offenburger FV      |
| So 11.10.1981, 15:00 Uhr | Holstein Kiel            | 3:2       | SV Union Salzgitter |

### Wiederholungsspiele
| Datum                    |                     | Ergebnis  |                    |
| ------------------------ | ------------------- | --------- | ------------------ |
| Di 27.10.1981, 19:30 Uhr | Hannover 96         | 6:0       | SG Wattenscheid 09 |
| Mi 18.11.1981, 13:30 Uhr | Bayer 04 Leverkusen | 5:0       | 1. FC Köln (A)     |
| Mi 18.11.1981, 13:30 Uhr | VfR OLI Bürstadt    | 1:0 n. V. | SC Viktoria Köln   |

## 3. Hauptrunde
| Datum                    |                     | Ergebnis  |                          |
| ------------------------ | ------------------- | --------- | ------------------------ |
| Fr 04.12.1981, 19:30 Uhr | Alemannia Aachen    | 0:3       | Hamburger SV             |
| Fr 04.12.1981, 20:00 Uhr | Hannover 96         | 2:0       | VfL Osnabrück            |
| Fr 04.12.1981, 20:00 Uhr | Hertha BSC          | 1:2       | SSV Ulm 1846             |
| Sa 05.12.1981, 14:00 Uhr | SV Darmstadt 98     | 1:3       | Werder Bremen            |
| Sa 05.12.1981, 14:00 Uhr | KSV Hessen Kassel   | 1:2       | VfL Bochum               |
| Sa 05.12.1981, 14:00 Uhr | SV Waldhof Mannheim | 3:1       | VfB Eppingen             |
| Sa 05.12.1981, 14:00 Uhr | Freiburger FC       | 2:0       | Holstein Kiel            |
| Sa 05.12.1981, 15:30 Uhr | MSV Duisburg        | 1:2 n. V. | Karlsruher SC            |
| Sa 05.12.1981, 15:30 Uhr | VfB Stuttgart       | 0:2       | Borussia Mönchengladbach |
| Sa 05.12.1981, 15:30 Uhr | FC Bayern München   | 4:0       | Borussia Dortmund        |
| So 06.12.1981, 13:30 Uhr | SC Urania Hamburg   | 1:3       | Göttingen 05             |
| So 06.12.1981, 14:00 Uhr | 1. FC Bocholt       | 3:1       | VfR OLI Bürstadt         |
| Di 15.12.1981            | Rot-Weiss Essen     | 4:1       | Bayer 04 Leverkusen      |
| Di 22.12.1981            | 1. FC Nürnberg      | 2:0       | Fortuna Düsseldorf       |
| Mi 30.12.1981, 14:00 Uhr | Wormatia Worms      | 0:2       | FSV Frankfurt            |
| So 03.01.1982, 14:00 Uhr | SpVgg Bayreuth      | 2:0 n. V. | VfB Oldenburg            |

## Achtelfinale

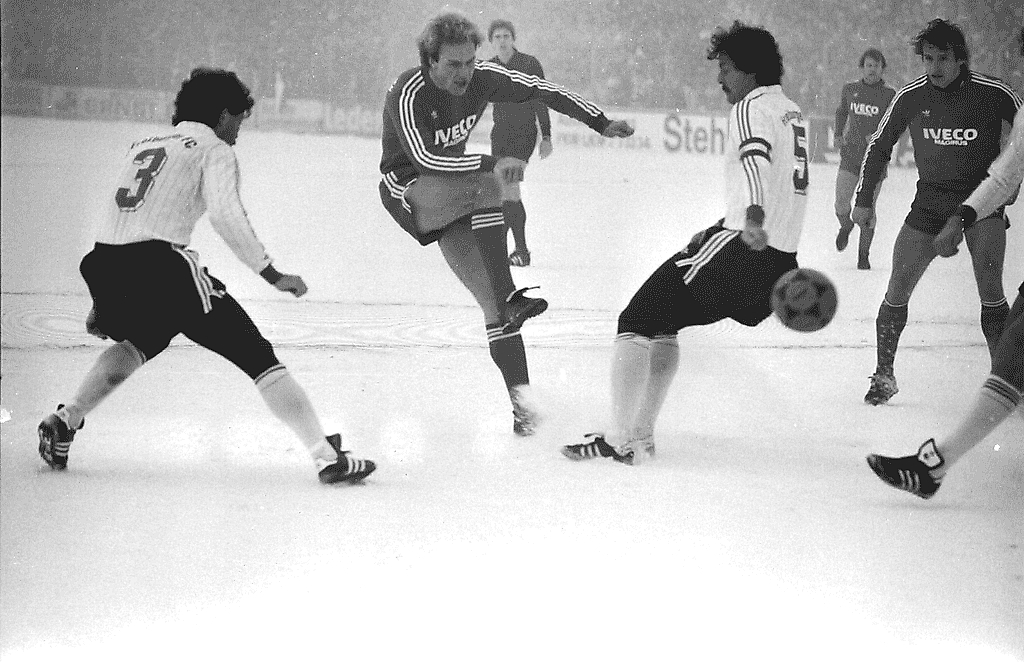
Karl-Heinz Rummenigge schießt im Achtelfinale aufs Tor des Freiburger FC

| Datum                    |                     | Ergebnis  |                          |
| ------------------------ | ------------------- | --------- | ------------------------ |
| Sa 09.01.1982, 14:00 Uhr | SV Waldhof Mannheim | 1:1 n. V. | VfL Bochum               |
| Sa 09.01.1982, 15:30 Uhr | Hannover 96         | 1:3       | 1. FC Nürnberg           |
| Sa 09.01.1982, 15:30 Uhr | Rot-Weiss Essen     | 0:4       | Borussia Mönchengladbach |
| Sa 09.01.1982, 15:30 Uhr | Werder Bremen       | 2:0       | SpVgg Bayreuth           |
| So 10.01.1982, 14:00 Uhr | 1. FC Bocholt       | 3:3 n. V. | Göttingen 05             |
| Sa 16.01.1982            | SSV Ulm 1846        | 1:0       | FSV Frankfurt            |
| Di 19.01.1982            | Freiburger FC       | 0:3       | FC Bayern München        |
| Di 26.01.1982            | Hamburger SV        | 6:1       | Karlsruher SC            |

### Wiederholungsspiele
| Datum         |              | Ergebnis |                     |
| ------------- | ------------ | -------- | ------------------- |
| Sa 16.01.1982 | Göttingen 05 | 3:2      | 1. FC Bocholt       |
| Di 26.01.1982 | VfL Bochum   | 3:1      | SV Waldhof Mannheim |

## Viertelfinale
| Datum                    |                | Ergebnis  |                          |
| ------------------------ | -------------- | --------- | ------------------------ |
| Sa 20.02.1982, 14:00 Uhr | Göttingen 05   | 2:4       | Hamburger SV             |
| Sa 20.02.1982, 15:30 Uhr | 1. FC Nürnberg | 3:1       | Borussia Mönchengladbach |
| Sa 20.02.1982, 15:30 Uhr | Werder Bremen  | 1:2 n. V. | FC Bayern München        |
| Sa 20.02.1982, 15:30 Uhr | VfL Bochum     | 3:1 n. V. | SSV Ulm 1846             |

## Halbfinale
| Datum                    |                | Ergebnis |                   |
| ------------------------ | -------------- | -------- | ----------------- |
| Sa 10.04.1982, 15:30 Uhr | 1. FC Nürnberg | 2:0      | Hamburger SV      |
| Sa 10.04.1982, 15:30 Uhr | VfL Bochum     | 1:2      | FC Bayern München |

## Finale
| Paarung           | FC Bayern München – 1. FC Nürnberg |
| Ergebnis          | 4:2 (0:2) |
| Datum             | Samstag, 1. Mai 1982 um 17:00 Uhr |
| Stadion           | Waldstadion, Frankfurt am Main |
| Zuschauer         | 61.000 (ausverkauft) |
| Schiedsrichter    | Gerd Hennig (Duisburg) |
| Tore              | 0:1 Reinhold Hintermaier (31.) 0:2 Werner Dreßel (44.) 1:2 Karl-Heinz Rummenigge (54.) 2:2 Wolfgang Kraus (65.) 3:2 Paul Breitner (72., Foulelfmeter) 4:2 Dieter Hoeneß (89.)                                                                                |
| FC Bayern München | Manfred Müller – Hans Weiner – Bertram Beierlorzer (25. Kurt Niedermayer), Klaus Augenthaler, Udo Horsmann – Wolfgang Dremmler, Wolfgang Kraus, Paul Breitner , Bernd Dürnberger – Dieter Hoeneß, Karl-Heinz Rummenigge Cheftrainer: Pál Csernai ( Ungarn)   |
| 1. FC Nürnberg    | Rudi Kargus – Horst Weyerich – Thomas Brunner (74. Reinhard Brendel), Alois Reinhardt, Peter Stocker – Norbert Schlegel (78. Dieter Lieberwirth), Norbert Eder, Reinhold Hintermaier, Herbert Heidenreich – Werner Heck, Werner Dreßel Cheftrainer: Udo Klug |
| Gelbe Karten      | Karl-Heinz Rummenigge, Klaus Augenthaler – Norbert Schlegel, Werner Heck |